# Wijnegem VC
K. Wijnegem VC is een Belgische voetbalclub uit Wijnegem. De club is aangesloten bij de KBVB met stamnummer 1092 en heeft geel-blauw als kleuren. Wijnegem VC speelt in de provinciale reeksen.
De club bleef decennialang in de provinciale reeksen spelen, tot men in 1990 voor het eerst promoveerde naar de nationale bevorderingsreeksen. Wijnegem kon dat eerste seizoen in Vierde Klasse echter net degradatie niet ontlopen. Twee jaar later, in 1992, keerde Wijnegem terug in de nationale Vierde Klasse, en kon er zich ditmaal wel handhaven. Wijnegem eindigde twee seizoenen in de middenmoot in zijn reeks. In 1994/95 kon men zich pas na een play-off tegen KSC Menen verzekeren van behoud. Het jaar nadien eindigde men echter op een rechtstreekse degradatieplaats, en na vier jaar zakte Wijnegem zo weer naar de provinciale reeksen.